# إرموفيلس
إرموفيلُس (الاسم العلمي: Eremophilus mutisii) الاسم العلمي مشتق من اليونانية (eremos= منفرد+ philein= لكى الحب)، نوع أسماك نهرية من قرموطيات الشكل وفصيلة القرموطيات الطفيلية، وهو وحيد الجنس. تنمو هذه الأسماك إلى حوالي 30 سم (12 بوصة). ثوبها إلى الرمكة الخضراء تسمر في الظهر وتنحرف إلى الفضي في البطن. ومنشأها في حوض نهر بوغوتا، وهو أحد روافد نهر ماغدالينا. ربما أُدخل إلى أوباتيه، وتشيكينكويرا، ووديان تونداما، في كولومبيا.